# Барілко Володимир Володимирович
Володи́мир Володи́мирович Барі́лко (нар. 29 січня 1994, Харків, Україна) — український футболіст, нападник. Брат Сергія Барілка.

## Життєпис
Вихованець харківського «Металіста». Після випуску був зарахований у молодіжний склад харків'ян. У 2014 році викликався до лав молодіжної збірної України.
У Прем'єр-лізі дебютував 1 березня 2015 в гостьовому матчі проти київського «Динамо». Окрім Володимира футболки основної команди одягнули ще кілька партнерів із молодіжної команди «Металіста». Такий «груповий дебют» гравців харківської молодіжки став можливим завдяки бойкоту лідерів «Металіста» старту весняної частини чемпіонату України через невиконання клубом контрактних зобов'язань перед гравцями.
У січні 2016 року став гравцем одеського «Чорноморця» на умовах оренди до кінця сезону. Влітку того ж року Барілко став повноправним гравцем одеситів, проте в грудні 2017 року вирішив завершити виступи.